# Рублівка (Липецька область)
Рублівка (рос. Рублевка) — присілок у Задонському районі Липецької області Російської Федерації.
Населення становить 81 особу. Належить до муніципального утворення Калабинської сільської ради.

## Історія
З 13 червня 1934 до 26 вересня 1937 року у складі Воронезької області, у 1937—1954 роках — Орловської області. З 1954 року входить до складу Липецької області.
Згідно із законом від 2 липня 2004 року № 114-оз належить до муніципального утворення Калабинська сільської рада.

## Населення
| 2010 |
| ---- |
| 81   |